# Campeonato Paulista de Futebol de 2014 - Série A2
[carece de fontes?]

## Regulamento
Diferente do "Paulistão" da Série A1, a Série A2 é disputada por 20 clubes que jogam em turno único no sistema de pontos corridos. Ao passar as 19 rodadas, o clube com a melhor pontuação é declarado campeão da Série A2 e garante uma vaga na Copa do Brasil. Os quatro clubes com melhor pontuação têm acesso à Série A1, enquanto os quatro com pior pontuação são rebaixados à Série A3. 

### Critérios de desempate
Caso haja empate de pontos entre dois clubes, os critérios de desempates são aplicados na seguinte ordem:
1. Número de vitórias
2. Saldo de gols
3. Gols marcados
4. Número de cartões vermelhos
5. Número de cartões amarelos
6. Sorteio

## Participantes
| Equipe           | Cidade                | Em 2013        | Estádio                                | Capacidade      | Títulos            |
| ---------------- | --------------------- | -------------- | -------------------------------------- | --------------- | ------------------ |
| Batatais         | Batatais              | 2º (Série A3)  | Oswaldo Scatena                        | 13 000          | 0 (não possui)     |
| Capivariano      | Capivari              | 6º (Série A2)  | Carlos Conalghi                        | 7 314           | 0 (não possui)     |
| Catanduvense     | Catanduva             | 8º (Série A2)  | Silvio Salles                          | 16 444          | 0 (não possui)     |
| Ferroviária      | Araraquara            | 16º (Série A2) | Arena da Fonte Luminosa                | 20 950          | 2 (último em 1966) |
| Grêmio Barueri   | Barueri               | 15º (Série A2) | Arena Barueri                          | 31 452          | 1 (2006)           |
| Grêmio Osasco    | Osasco                | 11° (Série A2) | José Liberatti                         | 12 430          | 0 (não possui)     |
| Guarani          | Campinas              | 20º (Série A1) | Nabi Abi Chedid / Luís Perissinoto [a] | 17 128 / 10.070 | 1 (1949)           |
| Guaratinguetá    | Guaratinguetá         | 5º (Série A2)  | Dario Rodrigues Leite                  | 16 095          | 0 (não possui)     |
| Itapirense       | Itapira               | 3º (Série A3)  | Coronel Francisco Vieira               | 4 800           | 0 (não possui)     |
| Marília          | Marília               | 4º (Série A3)  | Bento de Abreu                         | 15 010          | 2 (último em 2002) |
| Mirassol         | Mirassol              | 17º (Série A1) | José Maria de Campos Maia              | 15 000          | 0 (não possui)     |
| Monte Azul       | Monte Azul Paulista   | 10º (Série A2) | Otacilia Patrício Arroyo               | 13 100          | 1 (2009)           |
| Red Bull Brasil  | Campinas              | 7º (Série A2)  | Moisés Lucarelli                       | 19 728          | 0 (não possui)     |
| Rio Branco       | Americana             | 14° (Série A2) | Décio Vitta                            | 16 300          | 0 (não possui)     |
| Santo André      | Santo André           | 13º (Série A2) | Bruno José Daniel                      | 14 185          | 3 (último em 2008) |
| São Bento        | Sorocaba              | 1º (Série A3)  | Walter Ribeiro                         | 13 772          | 1 (1962)           |
| São Caetano      | São Caetano do Sul    | 19º (Série A1) | Anacleto Campanella                    | 16 744          | 1 (2000)           |
| São José         | São José dos Campos   | 9° (Série A2)  | Stavros Papadopoulos[b]                | 4 200           | 2 (último em 1980) |
| União Barbarense | Santa Bárbara d'Oeste | 18º (Série A1) | Antonio Guimarães                      | 14 913          | 1 (1998)           |
| Velo Clube       | Rio Claro             | 12º (Série A2) | Benito Agnelo Castellano               | 8 136           | 0 (não possui)     |

a. ^  O Estádio Brinco de Ouro da Princesa estava fechado para reformas, com isso o Guarani disputou suas partidas nos estádios Nabi Abi Chedid, em Bragança Paulista, e Luiz Perissinoto, em Paulínia. 
b. ^  O Estádio Martins Pereira estava fechado para reformas, com isso o São José-SP jogou no estádio Stravos Papadopoulos em Jacareí. 

## Locais de disputa

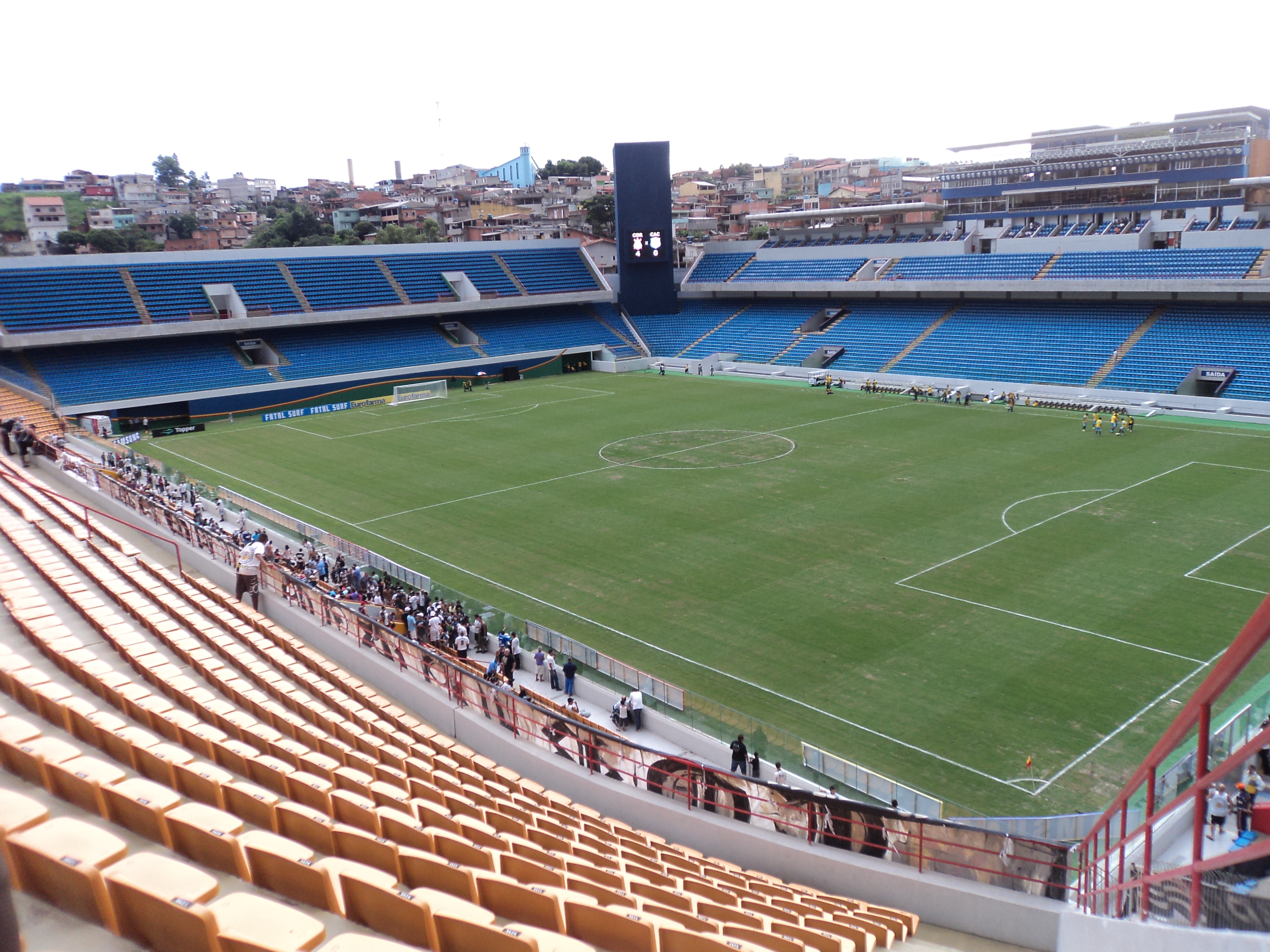
Arena Barueri
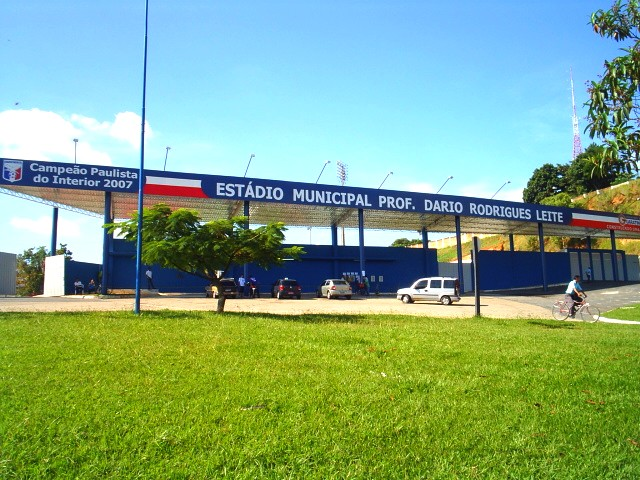
Ninho da Garça
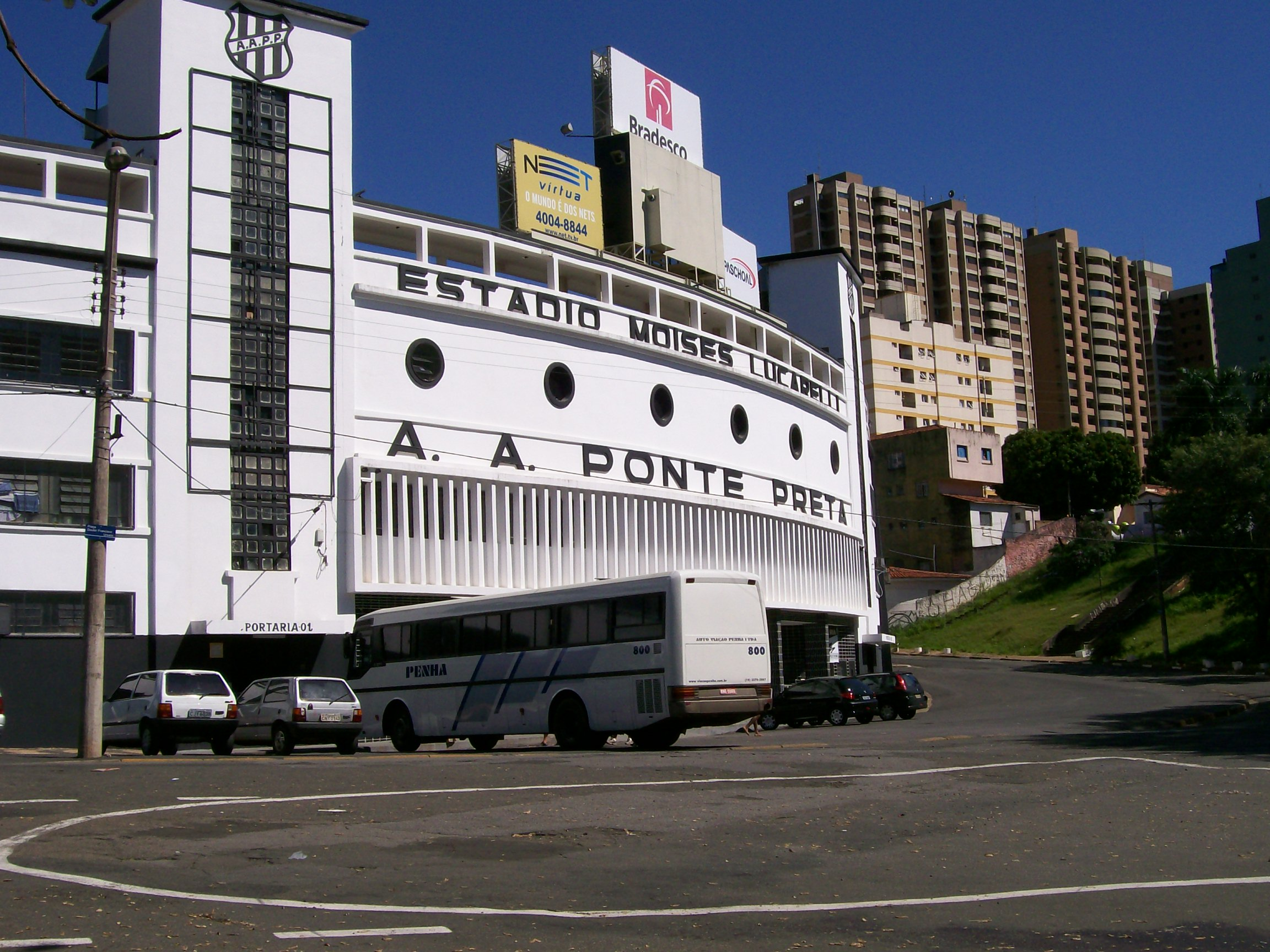
Moisés Lucarelli
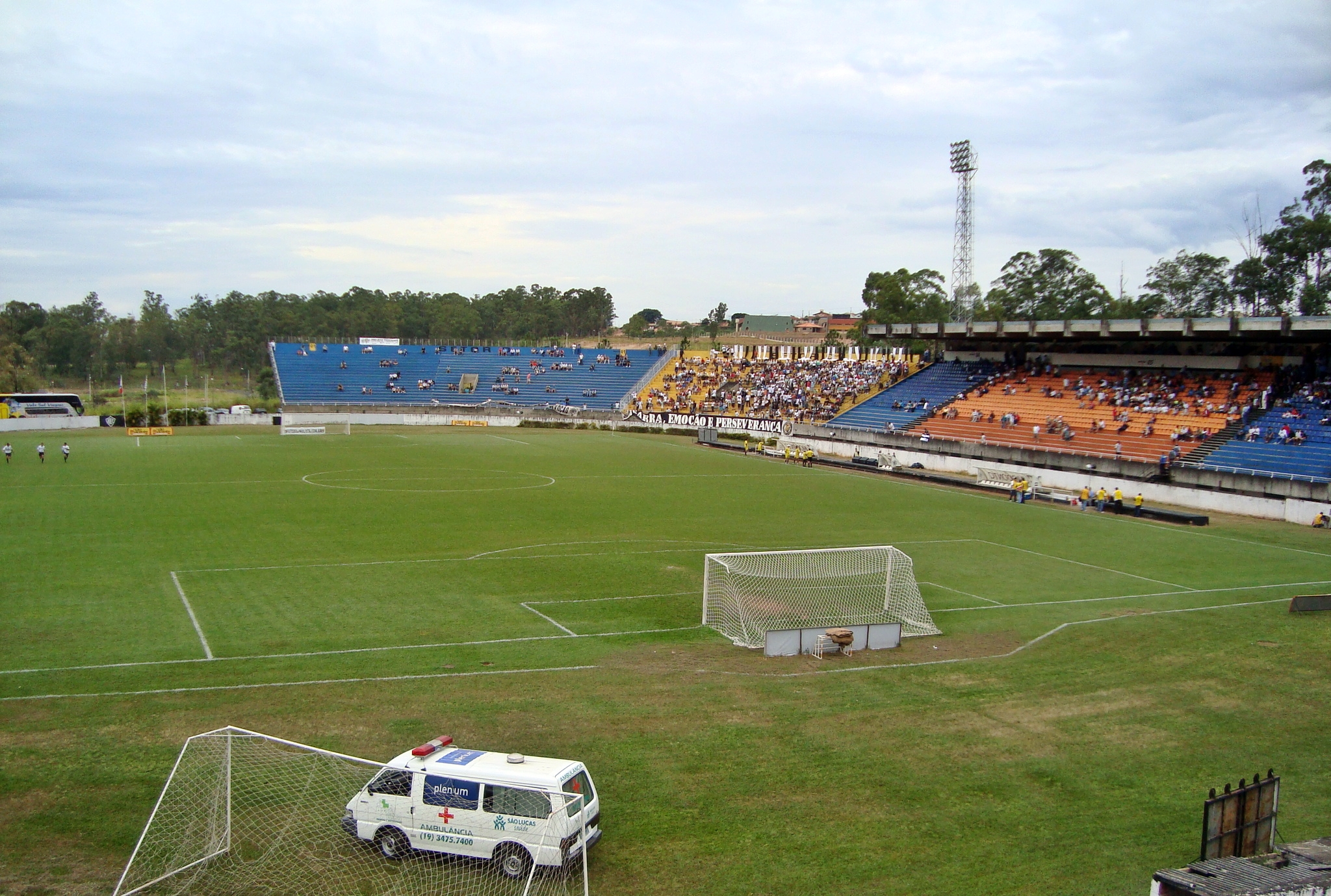
Décio Vitta
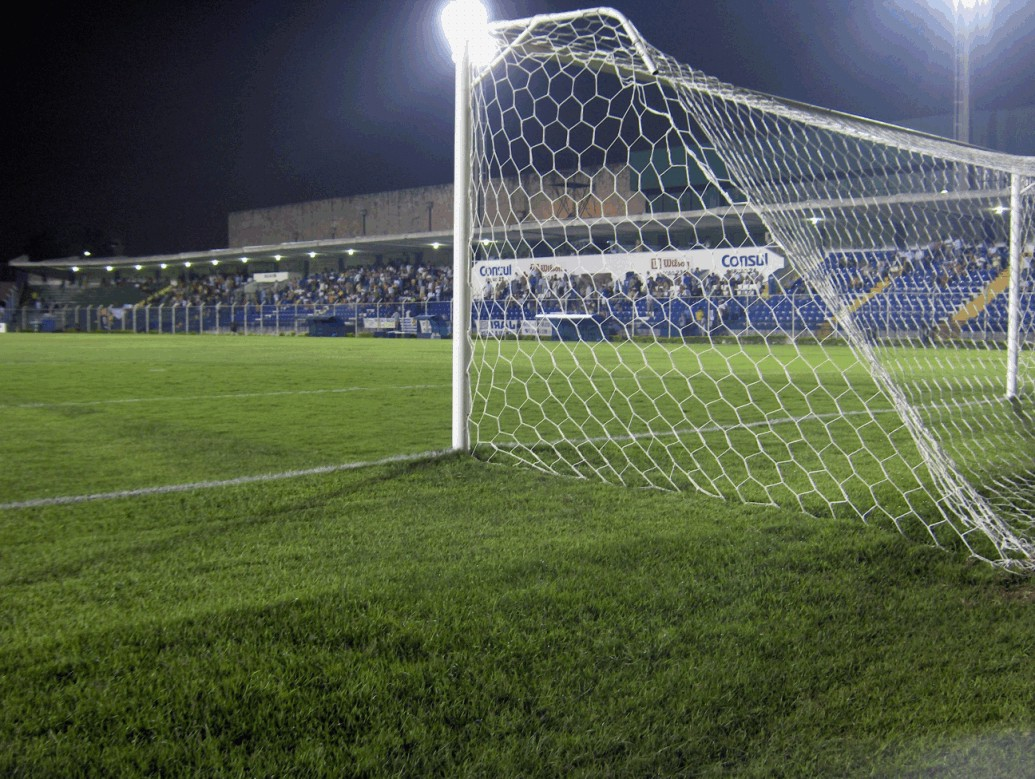
Anacleto Campanella
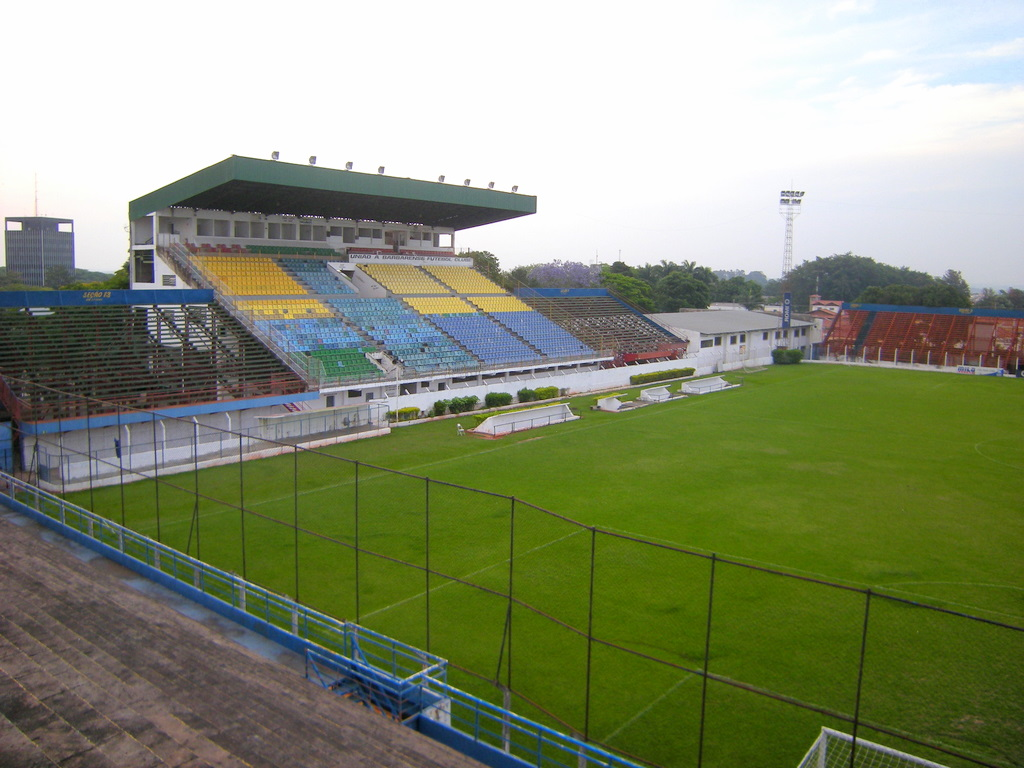
Antonio Guimarães

## Classificação
| Atualizado em 13 de abril de 2014 | v d e |

## Desempenho por rodada
Clubes que lideraram o campeonato ao final de cada rodada:
| Rodadas | Rodadas | Rodadas | Rodadas | Rodadas | Rodadas | Rodadas | Rodadas | Rodadas | Rodadas | Rodadas | Rodadas | Rodadas | Rodadas | Rodadas | Rodadas | Rodadas | Rodadas | Rodadas |     |
| ------- | ------- | ------- | ------- | ------- | ------- | ------- | ------- | ------- | ------- | ------- | ------- | ------- | ------- | ------- | ------- | ------- | ------- | ------- | --- |
| 1       | 2       | 3       | 4       | 5       | 6       | 7       | 8       | 9       | 10      | 11      | 12      | 13      | 14      | 15      | 16      | 17      | 18      | 19      |     |
| GBR     | VCL     | VCL     | SBN     | SBN     | CAP     | SBN     | SBN     | SBN     | CAP     | SBN     | CAP     | SBN     | CAP     | CAP     | CAP     | CAP     | CAP     | CAP     | CAP |

### Clubes que ficaram na lanterna do campeonato no final de cada rodada
| Rodadas | Rodadas | Rodadas | Rodadas | Rodadas | Rodadas | Rodadas | Rodadas | Rodadas | Rodadas | Rodadas | Rodadas | Rodadas | Rodadas | Rodadas | Rodadas | Rodadas | Rodadas | Rodadas |
| ------- | ------- | ------- | ------- | ------- | ------- | ------- | ------- | ------- | ------- | ------- | ------- | ------- | ------- | ------- | ------- | ------- | ------- | ------- |
| 1       | 2       | 3       | 4       | 5       | 6       | 7       | 8       | 9       | 10      | 11      | 12      | 13      | 14      | 15      | 16      | 17      | 18      | 19      |
| UBA     | SJO     | SJO     | SJO     | SJO     | SJO     | SJO     | SJO     | SJO     | SJO     | SJO     | SJO     | SJO     | SJO     | SJO     | SJO     | SJO     | SJO     | SJO     |

## Mudança de técnicos
| Clube            | Antecessor           | Motivo                          | Data            | Última partida                   | Rod | Pos | Sucessor                    | Ref.          |
| ---------------- | -------------------- | ------------------------------- | --------------- | -------------------------------- | --- | --- | --------------------------- | ------------- |
| Rio Branco-SP    | Wallace Lemos        | Demitido                        | 30 de janeiro   | Capivariano 1–0 Rio Branco-SP    | 2ª  | 17° | Júlio César (interino) [a1] | [ 6 ]         |
| Catanduvense     | Jorge Saran          | Demitido                        | 6 de fevereiro  | Ferroviária 3–0 Catanduvense     | 4ª  | 19° | Rodrigo Deião [a2]          | [ 7 ]         |
| São José-SP      | Ruy Scarpino         | Demitido                        | 14 de fevereiro | Mirassol 4–0 São José-SP         | 5ª  | 20° | Jurandir Fatori             | [ 8 ]         |
| União Barbarense | Claudemir Peixoto    | Resignado                       | 14 de fevereiro | União Barbarense 1–2 Capivariano | 6ª  | 17° | Waguinho Dias [a3]          | [ 9 ]         |
| Rio Branco-SP    | Júlio César          | Remanejado                      | 17 de fevereiro | Marília 1–0 Rio Branco-SP        | 7ª  | 13° | Edson Vieira                | [ 10 ]        |
| Itapirense       | Paulinho Ceará       | Demitido                        | 20 de fevereiro | Catanduvense 3–0 Itapirense      | 8ª  | 17° | Ruy Scarpino                | [ 11 ] [ 12 ] |
| Ferroviária      | Vílson Taddei        | Demitido                        | 20 de fevereiro | Guarani 2–1 Ferroviária          | 8ª  | 11° | Picoli                      | [ 13 ] [ 14 ] |
| Santo André      | Roberto Fonseca      | Demitido                        | 20 de fevereiro | Santo André 0–0 Mirassol         | 8ª  | 10° | Vílson Taddei               | [ 15 ] [ 16 ] |
| Grêmio Barueri   | João Batista         | Resignado                       | 20 de fevereiro | Batatais 1–0 Grêmio Barueri      | 8ª  | 16° | Kleiton Lima [a4]           | [ 17 ] [ 18 ] |
| São Caetano      | Nêdo Xavier          | Demitido                        | 23 de fevereiro | São Caetano 1–2 Rio Branco-SP    | 9ª  | 16° | Paulo César Catanoce        | [ 19 ] [ 20 ] |
| Monte Azul       | Play Freitas         | Demitido                        | 24 de fevereiro | Itapirense 1–0 Monte Azul        | 9ª  | 9°  | Varlei de Carvalho          | [ 21 ]        |
| Batatais         | Ricardo Pinto        | Contratado pela Votuporanguense | 1 de março      | Catanduvense 1-0 Batatais        | 10ª | 8°  | Márcio Bittencourt          | [ 22 ]        |
| Guaratinguetá    | João Marçal          | Remanejado                      | 7 de março      | Ferroviária 5–0 Guaratinguetá    | 11ª | 17° | Candinho Farias             | [ 23 ]        |
| Velo Clube       | Carlos Rossi         | Demitido                        | 18 de março     | Catanduvense 1–0 Velo Clube      | 13ª | 13° | Moisés Egert                | [ 24 ]        |
| São José-SP      | Jurandir Fatori      | Demitido                        | 20 de março     | São José-SP 0-3 Capivariano      | 14ª | 20° | Vander Luiz                 | [ 25 ]        |
| Rio Branco-SP    | Edson Vieira         | Resignado                       | 20 de março     | Rio Branco-SP 0-1 Santo André    | 14ª | 17° | Júlio César (interino)      | [ 26 ]        |
| Itapirense       | Ruy Scarpino         | Resignado                       | 20 de março     | Itapirense 1-3 Velo Clube        | 14ª | 16° | Paulinho Ceará              | [ 27 ]        |
| Monte Azul       | Varlei de Carvalho   | Contratado pelo Olímpia         | 26 de março     | Monte Azul 3-3 Guaratinguetá     | 16ª | 10° | Gustavo Carvalho (interino) |               |
| São Caetano      | Paulo César Catanoce | Demitido                        | 27 de março     | São Caetano 1-2 Grêmio Osasco    | 16ª | 16° | Márcio Griggio (interino)   | [ 28 ]        |
| São José-SP      | Vander Luiz          | Resignado                       | 29 de março     | Marília 6-0 São José-SP          | 16ª | 20° | Pedro Serra (interino)      | [ 29 ]        |
| Guarani          | Márcio Fernandes     | Resignado                       | 10 de abril     | Batatais 0-0 Guarani             | 18ª | 12° | Carlinhos (interino)        | [ 30 ]        |

Notas
- A1 ^  Júlio César é vice-presidente do Rio Branco e ficou da 3ª a 7ª rodada comandando o clube.

- A2 ^  De início, Rodrigo Deião seria apenas interino, mas foi efetivado na 8ª rodada após bons resultados.

- A3 ^  Tony Ferreira esteve a frente do União na 7ª rodada.

- A4 ^  Renato Augusto comandou a Abelha na 9ª e na 10ª rodada.

## Premiação
| Campeonato Paulista de 2014 - Série A2 |
| -------------------------------------- |
| Capivariano Campeão (1º título)        |